# Semabehdet
Semabehdet o Sma-behudet (el tron) fou el nom del nomós XVII del Baix Egipte. Estava situat al nor de la part central del Delta (cap a l'est) i a l'oest del llac de Damiata. Com era habitual el seu territori estava entre dos braços del riu Nil.
La capital fou Semabehdet (Behdet o Diòspolis Parva, avui Balamun o Tell Balamun). A la llista de Seti I apareix esmentada la ciutat de Hu a la vora del braç occidental. Claudi Ptolemeu parla de Pakhnumunis i Plini el Vell i Estrabó no esmenten cap ciutat.
El déu principal fou Horus.